# قصيات الخرطوم
قصيات الخرطوم أو مجموعة سترنورينجا (Sternorrhyncha) هي إحدى الرتب الفرعية لـ متشابهات الأجنحة (Hemiptera) التي تشتمل على مجموعات المن والذبابات البيضاء والحشرة القشرية وهذه المجموعات تم تصنيفها عادةً ضمن رتبة متشابهات الأجنحة. وتشير «قصيات الخرطوم» إلى الوضع الخلفي لأجزاء الفم بالنسبة للرأس.
وتتغذى جميع الأفراد المنتمية إلى هذه الفصيلة والمنتشرة حول العالم من الحشرات على النباتات (أو ما يعرف بآكلات العشب (phytophagous)) كما أن العديد منها يعد من الحشرات التي تتغذى على المحاصيل ونباتات الزينة.
ويظهر العديد منها شكل مورفولوجي معدل و/أو دورات حياة معدلة تتضمن بعض الظواهر، مثل عدم الطيران والتوالد العذري وازدواج الشكل الجنسي والتصنيف الاجتماعي العلوي.

## المجموعات
تشتمل المجموعات الشهيرة المنتمية إلى قصيات الخرطوم على:
- منيات الشكل
- المن - (المن والفصائل القريبة منها)
- المن صانع الصوف (إريوسوماتنيا (Eriosomatinae) والبثريات(Pemphigidae))
- المن المتغذي على الصنوبر والتنوب (الأدلجيات (Adelgidae) وشيرميسيديات (Chermesidae))
- حشرات الأوراق الجافة(phylloxerans) (فلوكسريات (Phylloxeridae) بما في ذلك وحشرة ورق العنب (Vine Phylloxera))
- الذبابة البيضاء - (الدقيقات (Aleyrodidae))
- قمل النبات الوثاب (الحماطيات (Psyllidae)والفصائل القريبة منه)
- طائفة القرمزيات (Superfamily Coccoidea) (الحشرات القشرية)
  - الحشرات القشرية الوتدية القطنية(cottony cushion scales) والأكريات العملاقة (giant coccids) واللؤلؤيات الأرضية (ground pearls) (اللؤلؤيات (Margarodidae))
  - الحشرات القشرية المصفحة (armoured scales) (ثنائيات الترس (Diaspididae))
  - الحشرات القرمزية (cochineal) (الوعفويات (Dactylopiidae))
  - حشرات الصمغ (lac scales)(القشبيات (Kerriidae) واللاكسفريديات (Lacciferidae) والتكاردينيات (Tachardinidae))
  - الحشرات الرخوة (soft scales) (الأكريات)
  - الحشرات النقارة (pit scales) (قرمزيات التين (Asterolecaniidae))
  - الحشرات النباتية (mealybugs) (القرمزيات الزائفة (Pseudococcidae))
  - الحشرات ملبدة الشعر (felted scales) (الكرويات القطنية (Eriococcidae))